# Ocyptamus persimilis
Ocyptamus persimilis är en tvåvingeart som först beskrevs av Charles Howard Curran 1930.  Ocyptamus persimilis ingår i släktet Ocyptamus och familjen blomflugor. Inga underarter finns listade i Catalogue of Life.